# Tirinovo
Tirinovo (em russo:  Тириново) é uma localidade (uma vila) do assentamento rural de Slednevskoye, distrito de Alexandrovsky, oblast de Vladimir, Rússia. A população era de 12 pessoas em 2010.